# Tetrastichus paululus
Tetrastichus paululus är en stekelart som beskrevs av Graham 1991. Tetrastichus paululus ingår i släktet Tetrastichus och familjen finglanssteklar.
Artens utbredningsområde är Frankrike. Inga underarter finns listade i Catalogue of Life.